# Gornjoselci
Gornjoselci je naseljeno mjesto u sastavu općine Bosanska Dubica, Republika Srpska, BiH.

## Stanovništvo
| Gornjoselci        |              |
| godina popisa      | 1991.        |
| Srbi               | 169 (94,41%) |
| Hrvati             | 1 (0,56%)    |
| Muslimani          | 0            |
| Jugoslaveni        | 2 (1,12%)    |
| ostali i nepoznato | 7 (3,91%)    |
| ukupno             | 179          |